# Bodianus mesothorax
 Bodianus mesothorax és una espècie de peix de la família dels làbrids i de l'ordre dels perciformes.

## Morfologia
Els mascles poden assolir els 25 cm de longitud total.

## Distribució geogràfica
Es troba des de l'Índic oriental fins a Indonèsia, les Filipines, el sud del Japó i la Gran Barrera de Corall.